# Lista dos 10 melhores álbuns de rock latino pela Rolling Stone
Em 2012, a revista americana Rolling Stone publicou uma edição especial intitulada Os 10 Melhores Álbuns de Rock Latino de Todos os Tempos, que teve circulação em toda a América Latina. Os países com mais álbuns na lista são Argentina e México (3 cada um), seguidos de Brasil e Colômbia (2 cada um), além de França e EUA, com apenas um.

## A lista
A lista foi integrada da seguinte forma:
| #  | Álbum                                    | Grupo / Artista         | Ano  | País de origem          |
| -- | ---------------------------------------- | ----------------------- | ---- | ----------------------- |
| 1  | Re                                       | Café Tacvba             | 1993 | México                  |
| 2  | Fabulosos Calavera                       | Los Fabulosos Cadillacs | 1997 | Argentina               |
| 3  | Bueninvento                              | Julieta Venegas         | 2000 | México                  |
| 4  | Infame                                   | Babasónicos             | 2003 | Argentina               |
| 5  | Sueño Stereo                             | Soda Stereo             | 1995 | Argentina               |
| 6  | Río                                      | Aterciopelados          | 2008 | Colômbia                |
| 7  | Karnak                                   | Karnak                  | 1995 | Brasil                  |
| 8  | Clandestino (Esperando la última ola...) | Manu Chao               | 1998 | França / Espanha        |
| 9  | Os Mutantes                              | Os Mutantes             | 1968 | Brasil                  |
| 10 | Abraxas                                  | Santana                 | 1970 | México / Estados Unidos |